# Marreese Speights
Marreese Akeem Speights (St. Petersburg, Florida, 4. kolovoza 1987.) američki je profesionalni košarkaš. Igra na poziciji krilnog centra, a može igrati i centra. Trenutačno je član NBA momčadi Philadelphia 76ersa. Izabran je u 1. krugu (16. ukupno) 2008. od strane istoimene momčadi.

## Sveučilište
Pohađao je Sveučilište Floride te je na prvoj, brucoškoj, (eng. freshman) sezoni prosječno postizao 4 poena i 2 skoka za samo 6 minuta u igri. Posljedica tako male minutaže, bila je velika konkurencija na visokim pozicijama gdje su svoja mjesta zauzimali igrači poput Joakima Noaha, Chrisa Richarda i Ala Horforda. Te sezone, Gatorsi su, drugu godinu zaredom, osvojili NCAA prvenstvo. U sezoni 2007./08., Speights je prosječno postizao 14.5 poena, 8.1 skokova i 1.4 blokada po utakmici. Nakon završetka druge godine sveučilišta, Speights se prijavio na NBA draft.

## NBA karijera
Izabran je kao 16. izbor NBA drafta 2008. od strane Philadelphia 76ersa. U novačkoj (eng. rookie) sezoni, Speights je, u 72 odigrane utakimce, prosječno postizao 7.7 poena, 3.7 skokova i 0.7 blokada po utakmici. U drugoj sezoni, Speights je, uz povećnu minutažu, poboljšao i statistike te je bio važan igrač s klupe. U prvih 10 utakmica sezone, Speights je, u njih 5, postigao 15 ili više poena, ali se ubrzo ozlijedio. Zbog ozljede, Speights je propustio 14 utakmica te se vratio 16. prosinca 2009. i odigrao 22 minute u porazu od Cleveland Cavaliersa. Nakon ozljede, Speightsu se smanjila minutaža, ponajviše zbog odličnih igara Eltona Branda.

## NBA statistika

### Regularni dio
| Godina    | Klub         | Odig. uta. | Uta. poč. | Min. | 2P%  | 3P%  | Sl. bac.% | Skok. | Asist. | Ukr. lop. | Blok. | Poena |
| --------- | ------------ | ---------- | --------- | ---- | ---- | ---- | --------- | ----- | ------ | --------- | ----- | ----- |
| 2008./09. | Philadelphia | 79         | 2         | 16.0 | .502 | .250 | .773      | 3.7   | .4     | .3        | .7    | 7.7   |
| 2009./10. | Philadelphia | 44         | 0         | 16.3 | .492 | .000 | .748      | 4.2   | .6     | .6        | .6    | 8.6   |
| Ukupno    |              | 123        | 2         | 16.1 | .498 | .154 | .762      | 3.9   | .4     | .4        | .7    | 8.0   |

### Doigravanje
| Godina    | Klub         | Odig. uta. | Uta. poč. | Min. | 2P%  | 3P%  | Sl. bac.% | Skok. | Asist. | Ukr. lop. | Blok. | Poena |
| --------- | ------------ | ---------- | --------- | ---- | ---- | ---- | --------- | ----- | ------ | --------- | ----- | ----- |
| 2008./09. | Philadelphia | 3          | 0         | 9.7  | .429 | .000 | .750      | 2.0   | .0     | .0        | .0    | 3.0   |
| Ukupno    |              | 3          | 0         | 9.7  | .429 | .000 | .750      | 2.0   | .0     | .0        | .0    | 3.0   |

## Vanjske poveznice
- Profil na NBA.com
- Profil  Arhivirana inačica izvorne stranice od 14. svibnja 2016. (Wayback Machine) na Basketball-Reference.com